# Soos
Soos (em grego: Σόος) foi um rei parcialmente mitológico da cidade-Estado grega de Esparta. Pertenceu à Dinastia Euripôntida.
Soos sucedeu a seu pai Procles e foi sucedido por seu filho Euriponte.